# 1-я гвардейская пехотная дивизия (Российская империя)
1-я гвардейская пехотная дивизия — гвардейское пехотное соединение в составе Русской императорской армии. 
Штаб дивизии: Санкт-Петербург. Входила в Гвардейский корпус.

## История дивизии

### Формирование
Сформирована 11 мая 1813 г., наряду с 2-й гвардейской пехотной дивизией, в результате разделения существовавшей до этого гвардейской пехотной дивизии на две новых.
- 1813—1918 — 1-я гвардейская пехотная дивизия

### Боевые действия
В Первую мировую войну:

1-я Гвардейская пехотная дивизия действовала всю войну ровно и без осечек, вписав в свой формуляр люблинские бои, Ивангород, краковские скалы, Ломжу, сокрушение прусской гвардии под Красноставом, Вильну — и далее Стоход. Отметим под Люблином и в ивангородских боях преображенцев графа Игнатьева, под Тарнополем — их уже с полковником Кутеповым и под Красноставом — измайловцев Геруа 2-го.— А. А. Керсновский. История русской армии
Участвовала в Ченстохово-Краковской операции в ноябре 1914 г. Дивизия — активная участница «Битвы гвардий» в июле 1915 г. под Красноставом. Действовала в том же месяце в ходе Люблин-Холмского сражения. Сражалась в ходе Виленской операции в августе — сентябре 1915 г. Доблестно билась на р. Стоход в июле 1916 г.

## Состав дивизии
- 1-я бригада (Санкт-Петербург)
  - л.-гв. Преображенский полк
  - л.-гв. Семёновский полк
- 2-я бригада (Санкт-Петербург)
  - л.-гв. Измайловский полк
  - л.-гв. Егерский полк
- л.-гв. 1-я артиллерийская бригада

С 3 марта 1825 г. было введено новое расписание полков по двум гвардейским пехотным дивизиям. С этого момента каждая бригада состояла из "старого" л.-гв. полка (т.е. учреждённого до начала правления Александра I) и "нового" (из числа причисленных к гвардии в период наполеоновских войн). При этом бригады получили сквозную нумерацию, с 1-й по 4-ю. Соответственно, состав 1-й гвардейской пехотной дивизии стал следующим:
- 1-я гвардейская пехотная бригада (Санкт-Петербург)
  - л.-гв. Преображенский полк
  - л.-гв. Московский полк
- 2-я гвардейская пехотная бригада (Санкт-Петербург)
  - л.-гв. Семёновский полк
  - л.-гв. Гренадерский полк
  - Гвардейский экипаж

После завершения боевых действий, связанных с подавлением Польского восстания 1830—1831 гг., полковой состав 1-й и 2-й гвардейских пехотных дивизий вернулся к прежнему виду (т.е. до 1825 г.) Одновременно в 1-ю дивизию был включён л.-гв. Сапёрный батальон, а во 2-ю дивизию передан Гвардейский экипаж.
Сквозная нумерация гвардейских пехотных бригад сохранилась до начала 1857 г., когда бригадное командное звено было упразднено.

## Командование дивизии
(Командующий в дореволюционной терминологии означал временно исполняющего обязанности начальника или командира. Должности начальника дивизии соответствовал чин генерал-лейтенанта, и при назначении на эту должность генерал-майоров они оставались командующими до момента своего производства в генерал-лейтенанты).

### Начальники дивизии
- 29.04.1813 — 11.05.1821 — генерал-лейтенант Розен, Григорий Владимирович
- 11.05.1821 — 27.02.1825 — генерал-лейтенант Паскевич, Иван Фёдорович
- 03.03.1825 — 08.11.1826 — генерал-фельдцейхмейстер, великий князь Михаил Павлович
- 08.11.1826 — 23.03.1827 — командующий генерал-адъютант, генерал-лейтенант Шеншин, Василий Никанорович
- 23.03.1827 — хх.хх.1828 — командующий генерал-майор Крафстрем, Евстафий Борисович
- хх.хх.1828 — 16.05.1831[18] — генерал-адъютант, генерал-лейтенант Шеншин, Василий Никанорович (второй раз)
- 31.05.1831 — 06.06.1831 — генерал-адъютант, генерал-лейтенант Мартынов, Павел Петрович
- 06.06.1831 — 22.07.1837[19] — генерал-лейтенант (с 06.12.1831 генерал-адъютант) Ушаков, Павел Николаевич
  - 03.10.1832 — 06.12.1833 — командующий генерал-майор, (с 25.06.1833 генерал-лейтенант) Берников, Павел Сергеевич
  - 06.12.1833 — 21.03.1836 — командующий генерал-адъютант, генерал-лейтенант Исленьев, Николай Александрович
  - 21.03.1836 — 21.03.1837 — командующий генерал-лейтенант Анненков, Николай Петрович
- 21.03.1837 — 22.09.1841[20] — генерал-адъютант генерал-лейтенант Исленьев, Николай Александрович (второй раз)
- 22.09.1841 — 25.10.1842 — генерал-лейтенант Арбузов, Алексей Фёдорович
- 25.10.1842 — 01.01.1846[21] — генерал-майор (с 06.12.1844 генерал-лейтенант) Офросимов, Михаил Александрович
- 06.01.1846 — 04.05.1855 — генерал-лейтенант фон Моллер, Александр Фёдорович
- 04.05.1855 — 30.08.1855 — командующий генерал-майор Зальца, Николай Антонович
- 30.08.1855 — 09.09.1862 — генерал-лейтенант (с 08.09.1859 генерал-адъютант) Гильденштуббе, Александр Иванович
- 09.09.1862 — 26.04.1872 — генерал-майор (с 30.08.1864 генерал-майор Свиты Е. И. В., с 30.08.1865 генерал-лейтенант, с 06.07.1867 генерал-адъютант) Дрентельн, Александр Романович
  - 23.02.1870— 26.04.1872[22] — командующий генерал-адъютант генерал-лейтенант великий князь и наследник цесаревич Александр Александрович
- 26.04.1872 — 30.08.1874 — генерал-адъютант генерал-лейтенант великий князь и наследник цесаревич Александр Александрович
- 30.08.1874 — 17.08.1880 — генерал-адъютант генерал-лейтенант великий князь Владимир Александрович
  - хх.хх.1877 — хх.хх.1878 — временный командующий генерал-майор Раух, Оттон Егорович
- 17.09.1880 — 05.06.1884 — генерал-майор Свиты (с 19.02.1880 генерал-адъютант, с 30.08.1881 генерал-лейтенант) принц Ольденбургский, Александр Петрович
- 05.01.1884 — 19.01.1889 — генерал-лейтенант Данилов, Михаил Павлович
- 20.01.1889 — 11.09.1889 — генерал-лейтенант Малахов, Николай Николаевич
- 11.09.1889 — 29.03.1897 — генерал-лейтенант (с 24.03.1896 генерал-адъютант) князь Оболенский, Николай Николаевич
- 07.04.1897 — 12.05.1898 — генерал-лейтенант Гриппенберг, Оскар-Фердинанд Казимирович
- 12.05.1898 — 17.08.1898 — генерал-лейтенант Васмунд, Георгий Робертович
- 24.08.1898 — 15.11.1901 — генерал-лейтенант Бобриков, Георгий Иванович
- 15.11.1901 — 11.12.1902 — генерал-лейтенант Евреинов, Александр Александрович
- 02.01.1903 — 02.04.1904 — генерал-лейтенант граф Стенбок, Герман Германович
- 14.04.1904 — 01.08.1905 — генерал-лейтенант барон Зальца, Антон Егорович
- 09.09.1905 — 21.06.1906 — командующий генерал-майор Свиты Озеров, Сергей Сергеевич
- 21.07.1906 — 26.08.1908 — командующий генерал-майор Свиты Лечицкий, Платон Алексеевич
- 26.08.1908 — 21.05.1912 — генерал-лейтенант Мрозовский, Иосиф Иванович
- 30.05.1912 — 28.12.1914 — генерал-лейтенант Олохов, Владимир Аполлонович
- 16.01.1915 — 03.07.1915 — генерал-лейтенант Герцык, Александр Антонович
- 03.07.1915 — 25.04.1917 — генерал-лейтенант фон Нотбек, Владимир Владимирович
- 29.04.1917 — 31.07.1917 — командующий генерал-майор граф Игнатьев, Николай Николаевич
- 31.07.1917 — хх.хх.хххх — генерал-лейтенант Лихачёв, Гавриил Александрович

### Начальники штаба дивизии
Должность начальника штаба дивизии введена 1 января 1857 года.
- 01.01.1857 — 09.03.1858 — полковник Шидловский, Михаил Романович
- 06.04.1858 — 18.11.1860 — полковник Рооп, Христофор Христофорович
- 18.11.1860 — 01.01.1862 — полковник Багговут, Пётр Леонтьевич
- 01.01.1862 — 27.02.1865 — полковник Гакман, Юлиус Иванович
- хх.хх.1865 — 13.07.1868 — полковник Кладищев, Николай Петрович
- 02.08.1868 — 24.09.1876 — подполковник (с 20.04.1869 полковник, с 17.04.1873 флигель-адъютант) Любовицкий, Юлиан Викторович
- 15.10.1876 — 22.10.1877 — полковник Шмидт, Георгий Иванович
- 27.10.1877 — 18.10.1881 — полковник (с 15.12.1879 флигель-адъютант) барон Каульбарс, Николай Васильевич
- 02.11.1881 — 17.07.1888 — полковник Скугаревский, Аркадий Платонович
- 23.07.1888 — 29.04.1889 — полковник Аффанасович, Виктор Константинович
- 04.05.1889 — 02.06.1895 — полковник Воронов, Павел Николаевич
- 16.06.1895 — 11.09.1900 — полковник Епанчин, Николай Алексеевич
- 02.10.1900 — 20.03.1903 — полковник Мезенцов, Михаил Петрович
- 25.04.1903 — 13.02.1908 — подполковник (с 16.12.1903 полковник) Бутович, Василий Васильевич
- 26.02.1908 — 31.07.1913 — полковник Христиани, Александр Григорьевич
- 14.08.1913 — 04.11.1914 — полковник Рыльский, Константин Иосифович
- 02.12.1914 — 11.06.1915 — и.д. полковник Сахаров, Валериан Валерианович
- 14.06.1915 — 05.04.1917 — и.д. полковник Греков, Александр Петрович
- 28.04.1917 — 22.10.1917 — и.д. подполковник Люндеквист, Владимир Яльмарович

### Командиры 1-й бригады
В период с начала 1857 по 30 августа 1873 должности бригадных командиров были упразднены.
- 11.05.1813 — 22.07.1819 — генерал-адъютант, генерал-майор Потёмкин, Яков Алексеевич
- 22.07.1819 — 03.03.1825 — генерал-фельдцейхмейстер великий князь Михаил Павлович
- 14.03.1825 — 23.09.1828 — генерал-майор (с 15.12.1825 генерал-адъютант, с 22.08.1826 генерал-лейтенант) Шеншин, Василий Никанорович
  - 30.04.1826 — 23.03.1827 — командующий генерал-майор Крафстрем, Евстафий Борисович
  - 23.03.1827 — хх.хх.1828 — командующий генерал-адъютант, генерал-майор  Исленьев, Николай Александрович
- хх.хх.1828 — 06.10.1831[23] —  генерал-майор Крафстрем, Евстафий Борисович (второй раз)
- 06.10.1831 — 22.07.1837[24] —  генерал-адъютант, генерал-майор (с 06.12.1833 генерал-лейтенант) Исленьев, Николай Александрович (второй раз)
- 06.12.1833 — 30.08.1839[25] — генерал-майор Свиты Микулин, Василий Яковлевич
- 30.08.1839 — 10.11.1839 — генерал-майор Свиты, великий князь цесаревич Александр Николаевич
- 10.11.1839 — 25.10.1842 — генерал-майор Свиты Ребиндер, Алексей Максимович
- 25.10.1842 — 06.06.1843 — генерал-лейтенант (с 17.04.1843 генерал-адъютант), великий князь цесаревич Александр Николаевич
- 06.06.1843 — 18.01.1849[26] — генерал-майор (с 11.04.1848 генерал-лейтенант) Жерков, Александр Васильевич
- 18.01.1849 — 09.06.1853[27] — генерал-майор (с 19.04.1852 генерал-лейтенант) Гильденштуббе, Александр Иванович
- 09.06.1853 — 09.03.1855[28] — генерал-майор Свиты граф фон Баранов, Эдуард Трофимович
- 02.04.1855 — 22.01.1857 — генерал-майор (с 30.08.1855 генерал-майор Свиты) Мусин-Пушкин, Алексей Петрович
- 02.10.1873 — 01.11.1876 — генерал-майор Свиты (с 16.08.1874 генерал-адъютант, с 30.08.1876 генерал-лейтенант) князь Святополк-Мирский, Николай Иванович
- 01.11.1876 — 17.09.1880 — генерал-майор Свиты (с 19.02.1880 генерал-адъютант) принц Ольденбургский, Александр Петрович
- 17.09.1880 — 16.09.1887 — генерал-майор Свиты Челищев, Алексей Александрович
- 16.09.1887 — 20.01.1888 — генерал-майор Свиты князь Оболенский, Николай Николаевич
- 20.01.1888 — 11.09.1889 — генерал-майор Свиты Гриппенберг, Оскар-Фердинанд Казимирович
- 14.11.1889 — 29.09.1890 — генерал-майор Свиты Шмит, Константин Конрадович
- 17.02.1891 — 11.04.1893 — генерал-майор Долуханов, Хозрев Мирзабекович
- 14.05.1893 — 29.09.1894 — генерал-майор Васмунд, Георгий Робертович
- 24.11.1894 — 02.09.1899 — генерал-майор Мальцов, Иван Сергеевич
- 02.09.1899 — 17.02.1900 — генерал-майор Пенский, Владимир Васильевич
- 25.04.1900 — 18.12.1900 — генерал-майор Чекмарёв, Андрей Иванович
- 07.02.1901 — 05.01.1902 — генерал-майор Огарёв, Александр Николаевич
- 21.10.1904 — 06.02.1906 — генерал-майор барон Лангоф, Карл-Фридрих-Август Фёдорович
- 18.02.1906 — 10.07.1908 — генерал-майор Сирелиус, Отто-Леонид Оттович
- 10.07.1908 — 30.05.1912 — генерал-майор Зайончковский, Андрей Медардович
- 30.05.1912 — 03.04.1915 — генерал-майор барон фон ден Бринкен, Леопольд Фридрихович
- 22.04.1915 — 21.08.1916 — генерал-майор Свиты Гольтгоер, Константин Александрович
- 21.08.1916 — 16.04.1917 — генерал-майор граф Игнатьев, Николай Николаевич
- 26.04.1917 — 20.05.1917 — генерал-майор Шиллинг, Николай Николаевич
- 29.05.1917 — хх.хх.хххх — генерал-майор Тилло, Павел Эдуардович

### Командиры 2-й бригады
- 11.05.1813 — 27.07.1818[29] — генерал-майор (с 30.08.1816 генерал-адъютант) Храповицкий, Матвей Евграфович
  - 17.08.1813 — хх.02.1814 — командующий генерал-майор Бистром, Карл Иванович
- 27.07.1818 — 03.03.1825 — генерал-лейтенант великий князь Николай Павлович
- 14.03.1825 — 16.03.1828 — генерал-майор Паткуль, Владимир Григорьевич
- 05.04.1828 — 06.10.1831 — генерал-майор Берхман, Александр Петрович
- 06.10.1831 — 13.02.1832 — генерал-лейтенант Полешко, Степан Григорьевич
- 13.02.1832 — 01.06.1837 — генерал-майор (с 06.12.1833 генерал-лейтенант) Анненков, Николай Петрович
- 04.10.1837 — 22.09.1841 — генерал-майор Моллер, Александр Фёдорович
- 06.12.1842 — 31.10.1847 — генерал-майор Степанов, Семён Петрович
- 03.11.1847 — 06.12.1849 — генерал-майор (с 03.04.1849 генерал-лейтенант) Игнатьев, Ардалион Дмитриевич
- 02.04.1855 — 29.02.1856 — генерал-майор Воропай, Яков Фомич
- 26.08.1856 — 22.01.1857 — генерал-майор Свиты Кушелев, Сергей Егорович
- 02.10.1873 — 17.04.1876 — генерал-майор Свиты Гельфрейх, Александр Богданович
- 17.04.1876 — 04.03.1877 — генерал-майор Свиты Эллис, Александр Вениаминович
- 03.08.1877 — 17.04.1879 — генерал-майор Раух, Оттон Егорович
- 15.05.1879 — 15.05.1883 — генерал-майор Бабкин, Николай Данилович
- 26.06.1883 — 12.02.1890 — генерал-майор Свиты Маклаков, Георгий Константинович
- 12.02.1890 — 17.02.1891 — генерал-майор Долуханов, Хозрев Мирзабекович
- 17.02.1891 — 14.05.1893 — генерал-майор Васмунд, Георгий Робертович
- 14.05.1893 — 21.05.1898 — генерал-майор Евреинов, Александр Александрович
- 21.05.1898 — 25.04.1900 — генерал-майор Чекмарёв, Андрей Иванович
- 27.08.1900 — 26.03.1903 — генерал-майор Павловский, Николай Акимович
- 23.01.1904 — 12.05.1907 — генерал-майор Рудановский, Константин Адрианович
- 12.05.1907 — 10.08.1908 — генерал-майор Белов, Владимир Владимирович
- 10.08.1908 — 19.07.1914 — генерал-майор Герцык, Александр Антонович
- 19.12.1915 — 06.04.1917 — генерал-майор Круглевский, Василий Александрович

### Командиры лейб-гвардии 1-й артиллерийской бригады
Бригада сформирована 3 февраля 1816 после разделения Гвардейской арт. бригады на две новых (1-ю и 2-ю). 6 августа 1917 получила наименование Петровская Бомбардирская бригада. Расформирована 20 мая 1918 приказом Комиссариата по военным делам Петроградской трудовой коммуны №68 от 11 мая 1918.
До 1875 г. должности командира артиллерийской бригады соответствовал чин полковника, а с 17 августа 1875 г. - чин генерал-майора.
- 03.02.1816 — 28.05.1816[32] — полковник Таубе, Карл Карлович
- 07.06.1816 — 14.01.1820 — полковник (с 14.04.1818 генерал-майор) Ховен, Егор Фёдорович
- 31.01.1820 — 25.04.1820 — полковник Гардер, Карл Васильевич
- 25.04.1820 — 22.05.1820 — полковник Копылов
- 03.06.1820 — 22.12.1829[33] — полковник (с 15.12.1825 флигель-адъютант, с 25.03.1828 генерал-майор) Нестеровский, Авим Васильевич
- 04.01.1830 — 01.11.1832 — генерал-майор Сумароков, Сергей Павлович
- 01.11.1832 — 06.01.1834 — полковник (с 25.06.1833 генерал-майор) Козлянинов, Григорий Фёдорович
- 06.01.1834 — 01.11.1841 — полковник (с 06.12.1836 генерал-майор) Стахович, Пармен Иванович
- 01.11.1841 — 14.02.1844 — полковник (с 08.09.1843 генерал-майор) Альтфатер, Егор Христианович
- 14.02.1844 — 04.03.1849 — генерал-майор (с 28.01.1848 генерал-майор Свиты) Философов, Николай Илларионович
- 05.03.1849 — 28.10.1849 — генерал-майор Корнилов, Пётр Петрович
- 28.10.1849 — 07.10.1858 — полковник (с 06.12.1851 генерал-майор) Огранович, Николай Степанович
- 07.01.1858 — 15.03.1863 — полковник (с 05.05.1860 генерал-майор, с 06.08.1861 генерал-майор Свиты) фон Шульман, Фёдор Густавович
- 10.04.1863 — 23.12.1869 — флигель-адъютант полковник (с 19.04.1864 генерал-майор Свиты) Петерс, Амплий Карлович
- 23.12.1869 — 17.03.1873 — генерал-майор (с 06.08.1871 генерал-майор Свиты) Пистолькорс, Константин Васильевич
- 17.03.1873 — 22.05.1879 — полковник (с 06.08.1874 флигель-адъютант, с 30.08.1875 генерал-майор Свиты) Овандер, Эдуард Эдуардович
- 22.05.1879 — 30.08.1885 — флигель-адъютант полковник (с 19.02.1880 генерал-майор Свиты) Стрижевский, Евгений Львович
- 08.11.1885 — 17.12.1890 — генерал-майор Скворцов, Александр Николаевич
- 19.12.1890 — 09.11.1895 — генерал-майор Баумгартен, Александр Трофимович
- 13.11.1895 — 14.02.1899 — генерал-майор Беляев, Тимофей Михайлович
- 16.03.1899 — 03.03.1904 — полковник (с 06.12.1899 генерал-майор) Ляпунов, Николай Николаевич
- 03.03.1904 — 03.07.1908 — генерал-майор герцог Мекленбург-Стрелицкий, Михаил Георгиевич
- 03.07.1908 — 25.07.1910 — генерал-майор Головачёв, Алексей Дмитриевич
- 25.07.1910 — 13.11.1914 — генерал-майор Демидов, Николай Петрович
- 22.11.1914 — 27.02.1917 — полковник (с 23.04.1915 генерал-майор) Пономаревский-Свидерский, Евгений Владимирович
- 17.03.1917 — 07.10.1917[34] — генерал-майор Альтфатер, Дмитрий Васильевич
- 22.10.1917 — хх.12.1917 — генерал-майор Явид, Юлиан Антонович